# Молебе, Энцо
Энцо́ Антони́ Оноре́ Молебе́ (фр. Enzo Anthony Honoré Molebe; родился 18 сентября 2007) — французский футболист, нападающий клуба «Олимпик Лион».

## Клубная карьера
Выступал за молодёжные команды клубов «Арпажонне», «Париж», «Булонь-Бийанкур» и «Олимпик Лион». В июне 2024 года подписал свой первый профессиональный контракт до лета 2027 года. 28 ноября 2024 года дебютировал в основном составе «Лиона», выйдя на замену в матче Лиги Европы УЕФА против «Карабаха».

## Карьера в сборной
Выступал в составе сборных Франции до 16, до 17 и до 18 лет.